# Chagrin d'amour (psychologie)
Pour les articles homonymes, voir Chagrin d'amour.
 (janvier 2024).
Si vous disposez d'ouvrages ou d'articles de référence ou si vous connaissez des sites web de qualité traitant du thème abordé ici, merci de compléter l'article en donnant les références utiles à sa vérifiabilité et en les liant à la section « Notes et références ».
Un chagrin d'amour est la peine susceptible d'être éprouvée dans le cadre d'un amour non partagé ou d'une rupture amoureuse,. 